# Liste der Baudenkmale in Lauchhammer
In der Liste der Baudenkmäler in Lauchhammer sind alle denkmalgeschützten Gebäude der brandenburgischen Stadt Lauchhammer und ihrer Ortsteile aufgelistet. Grundlage ist die Veröffentlichung der Landesdenkmalliste mit dem Stand vom 31. Dezember 2020. Die Bodendenkmale sind in der Liste der Bodendenkmale in Lauchhammer aufgeführt.

## Baudenkmale in den Ortsteilen
In den Spalten befinden sich folgende Informationen:
- ID-Nr.: Die Nummer wird vom Brandenburgischen Landesamt für Denkmalpflege vergeben. Ein Link hinter der Nummer führt zum Eintrag über das Denkmal in der Denkmaldatenbank. In dieser Spalte kann sich zusätzlich das Wort Wikidata befinden, der entsprechende Link führt zu Angaben zu diesem Denkmal bei Wikidata.
- Lage: die Adresse des Denkmales und die geographischen Koordinaten. Link zu einem Kartenansichtstool, um Koordinaten zu setzen. In der Kartenansicht sind Denkmale ohne Koordinaten mit einem roten beziehungsweise orangen Marker dargestellt und können in der Karte gesetzt werden. Denkmale ohne Bild sind mit einem blauen bzw. roten Marker gekennzeichnet, Denkmale mit Bild mit einem grünen beziehungsweise orangen Marker.
- Bezeichnung: Bezeichnung in den offiziellen Listen des Brandenburgischen Landesamtes für Denkmalpflege. Ein Link hinter der Bezeichnung führt zum Wikipedia-Artikel über das Denkmal.
- Beschreibung: die Beschreibung des Denkmales
- Bild: ein Bild des Denkmales und gegebenenfalls einen Link zu weiteren Fotos des Baudenkmals im Medienarchiv Wikimedia Commons

### Grünewalde
| ID-Nr.            | Lage                                          | Bezeichnung           | Beschreibung                                                                          | Bild                  |
| ----------------- | --------------------------------------------- | --------------------- | ------------------------------------------------------------------------------------- | --------------------- |
| 09120171 Wikidata | Mückenberger Straße / An der Welkmühle (Lage) | Denkmal der Fischerei | Das Denkmal der Fischerei ist an der historischen Welkmühle von Grünewalde zu finden. | Denkmal der Fischerei |

### Kostebrau
| ID-Nr.            | Lage                                                | Bezeichnung                                                             | Beschreibung | Bild                                                                    |
| ----------------- | --------------------------------------------------- | ----------------------------------------------------------------------- | --- | ----------------------------------------------------------------------- |
| 09120360 Wikidata | (Lage)                                              | Dorfkirche                                                              | Die Dorfkirche wurde in 18 Monaten Bauzeit von 1906 bis 1907 erbaut. | weitere Bilder                                                          |
| 09120386 Wikidata | (Lage)                                              | Förderbrückenkippe „Geigersche Alpen“                                   | Bei den Geigerschen Alpen handelt es sich um eine Abraumkippe aus der ersten Hälfte des 20. Jahrhunderts. Die mit den Mineralen Pyrit und Markasit versetzten Sandberge bestehen hauptsächlich aus kohlehaltigem Schluff und lassen bis heute keine Vegetation zu, da sie bei der Zufuhr von Wasser und Sauerstoff ein schwefelsaures und damit lebensfeindliches Medium bilden. | weitere Bilder                                                          |
| 09120456 Wikidata | August-Bebel-Straße 5 (Lage)                        | Wohnhaus mit Nebengebäude und Einfriedung                               | Das mit einem Walmdach versehene zweigeschossige Gebäude wird auf Zeit um 1930 datiert. | Wohnhaus mit Nebengebäude und Einfriedung                               |
| 09120455 Wikidata | Ernst-Thälmann-Straße 10 (Lage)                     | Wohnhaus                                                                | Das eingeschossige mit einem Satteldach versehene Gebäude entstand im Jahre 1903 nach den Entwürfen des Bauunternehmers Richard Zibelius, der es auch selbst errichtete. | Wohnhaus                                                                |
| 09120452 Wikidata | Ernst-Thälmann-Straße 19/19a, 20/20a, 21/21a (Lage) | Wohnanlage, bestehend aus drei Wohnblöcken und drei Wirtschaftsgebäuden | Die zwei- und dreigeschossige Wohnanlage entstand am Ende des 19. Jahrhunderts. Bauherr war zu jener Zeit die Bergbaugesellschaft der Grube „Unser Fritz“. | Wohnanlage, bestehend aus drei Wohnblöcken und drei Wirtschaftsgebäuden |

### Lauchhammer
| ID-Nr.            | Lage | Bezeichnung | Beschreibung | Bild |
| ----------------- | --- | --- | --- | --- |
| 09120292 Wikidata | Alte Gartenstraße 24 (Lage) | Gartenschule Bockwitz (heute Vereinshaus DomiZiel) mit Einfriedung | Das dreigeschossige mit einem Walmdach versehene Gebäude besitzt einen U-förmigen Grundriss. Die Entstehungszeit wird auf das Jahr 1914 datiert. | weitere Bilder |
| 09120018 Wikidata | Alter Markt 6 (Lage) | Dorfschule | Das eingeschossige Gebäude ist mit einem Krüppelwalmdach versehen. Die Entstehungszeit wird auf das Jahre 1823 und 1843 datiert. | Dorfschule |
| 09120396 Wikidata | Alter Markt 7 (Lage) | Schlossmühle Mückenberg | Der zweigeschossige mit einem Krüppelwalmdach versehene Fachwerkbau befindet sich im Norden des einstigen Schlossareals. Die Entstehungszeit wird auf die zweite Hälfte des 18. Jahrhunderts datiert. | Schlossmühle Mückenberg |
| 09120258 Wikidata | Am Werk 4a (Lage) | Wohnhaus und Scheune | Der Fachwerkbau ist eingeschossig und mit einem Krüppelwalmdach versehen. Die Entstehungszeit wird auf das erste Viertel des 19. Jahrhunderts datiert. | Wohnhaus und Scheune |
| 09120270 Wikidata | Bahnhofstraße (Lage) | Glockenturmgebäude des Oberhammers | Der mit einem Walmdach versehene Fachwerkbau besitzt einen quadratischen Grundriss. Die Entstehungszeit wird auf die erste Hälfte des 19. Jahrhunderts datiert. | BW |
| 09120858 Wikidata | Bockwitzer Straße 71 (Lage) | Betriebspoliklinik | | Betriebspoliklinik |
| 09120307 Wikidata | Bockwitzer Straße 87 (Lage) | Villa mit Villengarten | Fabrikbesitzervilla der ehemaligen „Milly-Grube“: Brikettfabrik und Kraftwerk; einziges verbliebenes Objekt der Gesamtanlage. Baujahr ca. 1900–1910, 24-Zimmer-Villa mit ca. 260 Quadratmeter Wohnfläche auf 1946 Quadratmeter Grundstück, Gebäude teilentkernt; im Januar 2017 zu verkaufen für 49.000 Euro. | Villa mit Villengarten |
| 09120219 Wikidata | Dietrich-Heßmer-Platz (Lage) | Kirche mit Pfarrhaus | Die Kirche wurde im Jahr 1428 erbaut, zwei Vorgängerbauten aus Holz konnten nachgewiesen werden. Es ist ein gotischer Saalbau mit eingezogenen Chor und Turm. Im zweiten Viertel des 18. Jahrhunderts wurde die Kirche im barocken Stil umgebaut. | weitere Bilder |
| 09120166 Wikidata | Dietrich-Heßmer-Platz (Lage) | Schäferei | Es handelt sich hier um einen Fachwerkbau. In der alten Bockwitzer Schäferei wurde noch bis zum Jahre 1873 Schäfereibetrieb durchgeführt. | weitere Bilder |
| 09120345 Wikidata | Finsterwalder Straße (Lage) | Biologische Nachreinigung, Turmtropfkörper und Belebtschlammbecken der ehemaligen Kokerei Lauchhammer | Unter dem Motto „Castel del Monte der Lausitz“ wurden die Biotürme Lauchhammer als letzte Relikte der Lauchhammeraner Koksproduktion in die Projektliste der Internationalen Bauausstellung Fürst-Pückler-Land aufgenommen. | weitere Bilder |
| 09120375 Wikidata | Formerstraße 1a–f, 3a–f, 5a–f (Lage) | Wohnanlage, bestehend aus drei Wohnblöcken mit Wirtschaftsgebäuden | Es handelt sich hier um eine zweigeschossige mit einem Satteldach versehene Wohnanlage. Die Entstehung wird auf die Zeit zwischen 1900 und 1910 datiert. | BW |
| 09120351 Wikidata | Forststraße 15 (Lage) | Baumbestand am ehemaligen Gut | | BW |
| 09120170 Wikidata | Freifrau-von-Löwendal-Straße 1 (Lage) | Alte Bronzegießerei (siehe auch: Historischer Modellfundus der Bronzegießerei) | Der massive Bau aus Ziegeln und Schlackestein wird auf das Jahr 1863 datiert. | Alte Bronzegießerei (siehe auch: Historischer Modellfundus der Bronzegießerei) |
| 09120324 Wikidata | Freifrau-von-Löwendahl-Straße 1, Grünhauser Straße 19 (Lage) | Historischer Modellfundus der Kunstgießerei Lauchhammer an zwei Standorten: Kunstguss GmbH & Co. KG, Freifrau-von-Löwendal-Straße, Stiftung Kunstgussmuseum Lauchhammer, Grünhauser Straße 19 | | [[Vorlage:Bilderwunsch/code!/C:51.503464,13.797578!/D:Freifrau-von-Löwendahl-Straße 1, Grünhauser Straße 19, Historischer Modellfundus der Kunstgießerei Lauchhammer an zwei Standorten: Kunstguss GmbH & Co. KG, Freifrau-von-Löwendal-Straße, Stiftung Kunstgussmuseum Lauchhammer, Grünhauser Straße 19!/\|BW]] |
| 09120254 Wikidata | Freifrau-von-Löwendal-Straße (Lage) | Baumbestand | | Baumbestand |
| 09120329 Wikidata | Freifrau-von-Löwendal-Straße 3 (Lage) | Schule und Abortgebäude | Hier befindet sich das Kunstgussmuseum Lauchhammer. Bei dem zweigeschossigen Gebäude handelt es sich um eine ehemalige Berufsschule. Die Entstehung wird auf das Jahr 1890 datiert. | weitere Bilder |
| 09120259 Wikidata | Freiherr-vom-Stein-Platz 6 (Lage) | Scheune | Bei dem Gebäude handelt es sich um einen Blockbau mit Satteldach. Die Entstehung wird auf das Jahr 1832 datiert. | BW |
| 09120183 Wikidata | Friedenseck 1, 3, 5, Friedensstraße 9–23 (ungerade) (Lage) | Mehrfamilienhäuser | Die Mehrfamilienhäuser entstanden zwischen 1950 und 1952. Kurze Zeit später erhielt Lauchhammer das Stadtrecht. | weitere Bilder |
| 09120346 Wikidata | Friedhofgasse (Lage) | Alter Bockwitzer Friedhof mit Friedhofshalle | Die Entstehung des alten Bockwitzer Friedhofs wird auf das Jahr 1868 datiert. In alten Veröffentlichungen wird unter anderem auch der einstige Friedhof an der Nikolaikirche als Alter Bockwitzer Friedhof bezeichnet. | Alter Bockwitzer Friedhof mit Friedhofshalle |
| 09120271 Wikidata | Grundhof 1–43 (Lage) | Kleinwohnsiedlung „Grundhof“ | Die Siedlung wurde 1918–1919 nach Entwurf des Berliner Architekten Bruno Möhring erbaut. Sie besteht aus anderthalbgeschossigen Reihenhäusern und Doppelhäusern und lehnt sich in der schlichten Gestaltung an ländliche Siedlungen in Preußen aus der Zeit um 1800 an. | weitere Bilder |
| 09120272 Wikidata | Grundhofstraße (Lage) | Zechenhaus | Das einstige Zechenhaus ist eingeschossig und mit einem Mansarddach versehen. Die Entstehung wird auf die Jahre 1912 und 1913 datiert. | BW |
| 09120192 Wikidata | Grünewalder Straße 10a–10b, 11–20, 22–33, 36–38, Heinrich-Zille-Straße 1, 2, 4, Platz der Solidarität 1–4, Straße der Freundschaft 1, Werner-Seelenbinder-Straße 1 (Lage) | Neustadt I, bestehend aus Grünewalder Straße 10a–10b, 11–13, 12–14–16, 15–17–19–21 und 18–20, 22–24–26, 28–30–32–34, 23–25–27, 29–31–33, 36–38 mit Hofraum; Heinrich-Zille-Straße 1, 2–4; Platz der Solidarität 1–3, 2–4 sowie Platzanlage; Straße der Freundschaft 1; Werner-Seelenbinder-Straße 1 | Der dreigeschossige Wohnkomplex entstand zwischen den Jahren 1952 und 1955 nach den Entwürfen des Hallenser Architekten Max Heide. | weitere Bilder |
| 09120296 Wikidata | Grünhauser Straße 10 (Lage) | Ledigenwohnheim | Der zweigeschossige Ziegelbau ist mit einem Mansarddach versehen. Die Entstehung wird auf das Jahr 1910 datiert. | Ledigenwohnheim |
| 09120165 Wikidata | Grünhauser Straße 19 (Lage) | Lehrlingswohnheim (siehe auch: Historischer Modellfundus der Kunstgießerei) | Der massive Klinkerfachwerkbau wird auf die Zeit zwischen 1886 und 1900 datiert. | Lehrlingswohnheim (siehe auch: Historischer Modellfundus der Kunstgießerei) |
| 09120859 Wikidata | Hermann-Dietrich-Weg 4 (Lage) | Johanneskirche mit wegbegrenzender Einfriedung | | BW |
| 09120016 Wikidata | Hüttenstraße 1e (Lage) | West-, Süd- und Nordflügel des Verwaltungsgebäudes 3 auf dem Gelände der Eisengießerei Lauchhammer | Der massive Bau ist zweigeschossig und hat einen U-förmigen Grundriss. Die Entstehung wird auf das Jahr 1868 datiert. | BW |
| 09120017 Wikidata | Hüttenstraße 1a–b, 1f (Lage) | Gaststätte mit Wohnhaus, Nebengebäude mit abschließender Mauer sowie Wache mit Werkstor und anschließender gusseiserner Einfriedung | Der Gasthof ist zweigeschossig und besitzt ein Mansardwalmdach. Die Entstehung wird auf das Jahr 1920 datiert. | Gaststätte mit Wohnhaus, Nebengebäude mit abschließender Mauer sowie Wache mit Werkstor und anschließender gusseiserner Einfriedung |
| 09120169 Wikidata | Hüttenstraße 1a (Lage) | Gebläsemaschine | Die Entstehung wird auf das Jahr 1837 datiert. | weitere Bilder |
| 09120015 Wikidata | Hüttenstraße 1 (Lage) | Verwaltungsgebäude 2 auf dem Gelände der Eisengießerei Lauchhammer | Das zweigeschossige Gebäude ist mit einem Satteldach versehen. Die Entstehung wird auf die Zeit um 1880 datiert. | Verwaltungsgebäude 2 auf dem Gelände der Eisengießerei Lauchhammer |
| 09120285 Wikidata | John-Schehr-Straße 2 (Lage) | Schule mit Einfriedung | Das zweigeschossige Gebäude ist mit einem Walmdach versehen. Die Entstehung wird auf das Jahr 1929 datiert. Entstanden ist es nach Entwürfen des Falkenberger Architekten Rudolf Winkler. | weitere Bilder |
| 09120176 Wikidata | Kastanienweg 1 (Lage) | Wohnhaus („Trautscholdsches Haus“) | Bei dem Gebäude handelt es sich um einen zweigeschossigen Fachwerkbau. | weitere Bilder |
| 09120013 Wikidata | Kastanienweg 2 (Lage) | Wohnhaus | Die Entstehung wird auf die Zeit um 1800 datiert. | Wohnhaus |
| 09120014 Wikidata | Kastanienweg 3 (Lage) | Wohnhaus | Bei dem Gebäude handelt es sich um einen massiven zweigeschossigen Fachwerkbau. Die Entstehung wird auf das Jahr 1795 datiert. | Wohnhaus |
| 09120220 Wikidata | Kirchstraße 2 (Lage) | Friedensgedächtniskirche | Die Weihe, der in den Jahren 1917 und 1918 errichteten Kirche, erfolgte am 18. November 1917. Unter dem Motto „Kultur erfahren“ ist in der Gegenwart die während des Ersten Weltkrieges erbaute „Friedens-Gedächtnis-Kirche“ kultureller Mittelpunkt des Stadtteils und der Stadt Lauchhammer. Das ursprünglich als Werkskirche und Gedenkstätte errichtete Gebäude wurde nach der Wende zum Tagungs- und Veranstaltungsort umfunktioniert. Neben der Nutzung für Kleintheater, Kabarett und Filmvorführungen, kann die Kirche unter anderem auch noch für Trauungen genutzt werden. | weitere Bilder |
| 09120160 Wikidata | Kostebrauer Straße (Lage) | Grenzsteintafel der früheren Grenze zwischen Sachsen und Brandenburg | Diese Grenzsteintafel markierte früher die Grenze zwischen Sachsen und Brandenburg. | weitere Bilder |
| 09120208 Wikidata | Robert-Koch-Straße 4 (Lage) | Waldschule | Die Waldschule wurde von 1930 bis 1931 nach einem Entwurf von Heinrich Otto Vogel erbaut und ging noch im Jahre 1931 in Betrieb. 2004 erhielt die Schule ihren heutigen Namen. | weitere Bilder |
| 09120239 Wikidata | Schloßhof (Lage) | Schlossgarten mit altem Baumbestand | Unter Denkmalschutz steht hier der ehemalige Park des Schlosses Mückenberg. | weitere Bilder |
| 09120211 Wikidata | Schloßhof (Lage) | Schlosskirche | Die Schlosskirche ließ noch Benedicta Margareta von Löwendal errichten. Die Entstehung wird auf die erste Hälfte des 18. Jahrhunderts datiert. | weitere Bilder |
| 09120021 Wikidata | Schlosspark (Lage) | Orangerie, im Schlosspark | Die Orangerie ließ ebenfalls noch Benedicta Margareta von Löwendal errichten. Die Entstehung wird auf Schloss und Kirche auf die erste Hälfte des 18. Jahrhunderts datiert. | weitere Bilder |
| 09120019 Wikidata | Schlosspark (Lage) | Kavaliershaus (heute Wohnhaus), neben der Schlosskirche | Der 1 ⁄2-geschossige Bau befindet sich unmittelbar neben der Schlosskirche. Die Entstehung wird auf die Jahre 1740 und 1850 datiert. | Kavaliershaus (heute Wohnhaus), neben der Schlosskirche |
| 09120020 Wikidata | Schlosspark (Lage) | Försterei (heute Wohnhaus), im Schlosspark | Das zweigeschossige Gebäude der einstigen Försterei entstand im Jahre 1740. Es ist etwas nördlich von Schlosskirche und Kavaliershaus zu finden. | Försterei (heute Wohnhaus), im Schlosspark |
| 09120404 Wikidata | Wilhelm-Oberhaus-Straße (Lage) | Katholische Christus-König-Kirche mit Einfriedung | Die Saalkirche mit Satteldach entstand nach 1935 Entwürfen des Architekten Johannes Reuter. | weitere Bilder |